# Isserpent
Isserpent település Franciaországban, Allier megyében. Lakosainak száma 560 fő (2022. január 1.). Isserpent Le Breuil, Châtel-Montagne, Molles, Nizerolles és Saint-Christophe-en-Bourbonnais községekkel határos.

## Népesség
A település népességének változása:
| Lakosok száma | 677  | 536  | 511  | 493  | 517  | 520  | 534  | 550  | 553  | 560  |
|               | 1968 | 1982 | 1990 | 2006 | 2013 | 2015 | 2017 | 2019 | 2020 | 2022 |